# Gewog di Phangyuel
Il gewog di Phangyuel è uno dei quindici raggruppamenti di villaggi del distretto di Wangdue Phodrang, nella regione Centrale, in Bhutan.